# Великая земельная ложа вольных каменщиков Германии
Великая земельная ложа вольных каменщиков Германии — одна из пяти великих лож образующих Объединённые великие ложи Германии. Она была образована Иоханном Вильгельмом Келльнером фон Циннендорфом в 1770 году и относится к так называемым старым прусским ложам.
Все ложи работающие под юрисдикцией ВЗЛВКГ признают Иисуса Христа, как верховного мастера, таким образом данный орден является чисто христианским и в свою очередь он отличается содержательно и организационно от других видов масонских организаций. Однако ОВК не является религиозным обществом и для него не имеет значения, к какой христианской конфессии принадлежат его члены. Принадлежность к какой-либо церкви необязательна, кандидаты однако обязаны признавать учение Иисуса Христа, как оно представлено в Новом Завете.

## Структура

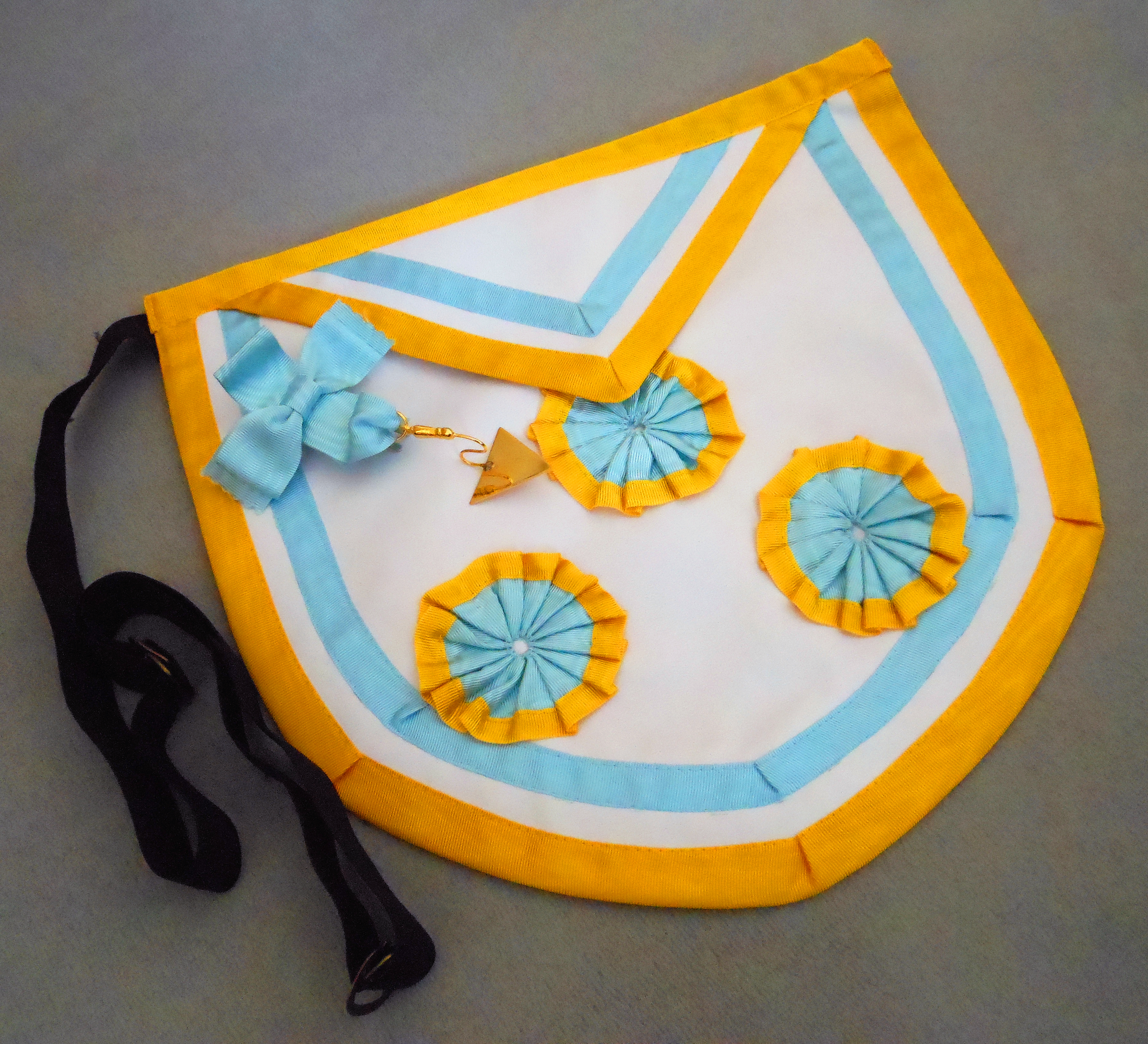
Мастерский запон

Великая земельная ложа вольных каменщиков Германии подразделяется на три основных организационных структуры:
- Иоанновская ложа (с 1-го по 3-й градусы)
- Андреевская ложа (с 4-го по 6-й градусы)
- Капитул (с 7-го по 10-й градусы)

Во главе находится верховный капитул ордена, которым управляют 70 человек. Систематизированная модель обучения опирается на Шведский устав, который распространён в скандинавских странах.
В составе ордена находится целый ряд масонских организаций:
- Исследовательское общество «Фредерик» во Фленсбурге, осн. 1982 году[3].
- Масонский музей Санкт-Михаелисдонн[4].
- Фонд им. Циннендорфа в Гамбурге (район Эппендорф[англ.]), осн. 1991 году[5].
- Закрытый журнал для членов ложи «Циркелькорреспонденц», осн. 1872 году
- Общество братской взаимопомощи «Санкт Иоханн», осн. 1998 году[6].

Новая резиденция ордена находится в берлинском районе Далем, старое здание было разрушено во время войны, однако на средства вырученные при продаже земельного участка, удалось приобрести виллу и перестроить её в резиденцию ордена.
Во главе ордена находится выборный мастер ордена (Ordensmeister), параллельно избирается также земельный великий мастер (Landesgroßmeister), который является главой всех иоанновских и андреевских лож. Самым знаменитым мастером ордена был Кайзер Фридрих III.
Великая земельная ложа структурно выстроена иначе, чем все остальные масонские ложи Германии, высшие градусы проходят не в отдельной организации (так называемой надстройке), а в структурах интегрированных в ВЗЛВКГ. Председательствует в земельной ложе земельный великий мастер (Landesgroßmeister), избираемый генеральным собранием, его можно сравнить с великими мастерами других великих лож. Однако его власть, как уже было указано ограничена иоанновскими и андреевскими ложами. Общее руководство орденом осуществляет мастер ордена (Ordensmeister), он руководит заседаниями верховного капитула ордена, следит за учением и соблюдением обычаев ордена. В текущих делах великому земельному мастеру помогает верховный совет офицеров, а мастеру ордена — совет ордена.
Иоанновские ложи сравнимы по своей сути и работе с другими масонскими ложами и работают в тех же самых трёх градусах: ученик, подмастерье, мастер. Андреевские ложи и капитулы по сути надстройка и работают в высших градусах.
ВЗЛВКГ объединяет в своих ложах около 3 500 масонов. Для сравнения в 1933 году было около 20 000 масонов.
По состоянию на 2010 год орден состоит из 109 иоанновских лож, 26 андреевских лож и 11 капитулов ордена, объединённых в 10 провинциальных лож. Каждая провинциальная ложа включает в себя один капитул, одну или несколько андреевских лож и несколько иоанновских лож. Орден наиболее сильно представлен в городах: Гамбург (15 иоанновских лож), Берлин (11 иоанновских лож), а также в землях Шлезвиг-Гольштейн (16 иоанновских лож) и Нижняя Саксония (11 иоанновских лож). Отдельные ложи также есть в Того, в Риге, и в Монако.
Провинциальные ложи сравнительно новый институт в рамках ордена, призваны облегчить координацию работ в отдельных регионах, почти все ложи основаны в XX веке, на сегодняшний день действуют следующие ложи:
- Провинциальная ложа Нижняя Саксония в Гамбурге, основана в 1777 году[10]
- Провинциальная ложа Бавария в Мюнхене, основана в 1925 году
- Провинциальная ложа Гессен во Франкфурте, основана в 1948 году
- Провинциальная ложа Шлезвиг-Гольштейн в Киле, основана в 1951 году[11]
- Провинциальная ложа Северный Рейн-Вестфалия во Хагене, основана в 1952 году
- Провинциальная ложа Баден-Вюртемберг в Штутгарте, основана в 1955 году
- Провинциальная ложа Бремен-Ольденбург в Бремене, основана в 1989 году
- Провинциальная ложа Мекленбург в Ростоке, основана в 1995 году
- Провинциальная ложа Саксония-Тюрингия в Лейпциге, основана в 2004 году
- Провинциальная ложа Берлин-Бранденбург в Берлине, основана в 2005 году

## История
В XVIII веке более 70 % немецких вольных каменщиков использовали для своих работ систему так называемого «Строгого соблюдения». Однако к середине века всё более росло недовольство этой системой, малосодержательной, но с исключительно помпезными ритуалами. Среди недовольных был и Карл Вильгельм Келльнер фон Циннендорф, который отправился в Лондон и запросил патент на работы. Однако в связи с тем, что в Берлине уже существовало несколько великих лож, и фон Циннендорфу было в патенте отказано. В 1763 году он пытается получить патент в Стокгольме у Карла Фридриха Эклеффа, но не лично, а через знакомых, ему это не удаётся. Однако в 1766 году брату Бауманну удаётся уговорить Эклеффа и 14 сентября он передаёт ему патент и ритуальные акты, а также позволение на открытие лож, инструкции для Мастера Ордена, инструкции для Капитула и личное письмо фон Циннендофу. Сразу после этого происходит конфликт между великим мастером Строгого соблюдения фон Хундом и фон Циннендорфом, последний покидает Строгое соблюдения 16 декабря 1766 года и полностью погружается в основание новой ложи.
К 27 декабря 1770 года 7 иоанновских лож и 1 ложа Св. Андрея основывают Великую земельную ложу вольных каменщиков Германии. Сразу же фон Циннендорф начинает попытки установления контактов с Лондоном и 30 ноября 1773 года Великая ложа Англии признаёт ВЗЛВКГ, как единственную великую ложу Королевства Пруссия. Уже 16 июля 1774 году ВЗЛВКГ получает протекционное письмо от Короля Пруссии Фридриха Великого, таким образом получая королевское покровительство.
В 1773 году Герцог Карл фон Сёндерманланд становится мастером ордена, так как он одновременно становится и великим мастером Строго соблюдения, то происходит разрыв между Великой ложей Швеции и ВЗЛВКГ, затем лишь в 1818 году удаётся преодолеть непонимание между этими ложами и в 1819 году они подписывают договор о взаимном признании.
В 1832 году из Швеции поступают новые ритуалы, они были введены в действие Кристианом Карлом Фридрихом Вильгельмом фон Неттельбладтом.
В 1869 году Адольф Вильдманн отправляется в Швецию и работает над дальнейшей реформой ритуалов, в 1872 году он основывает масонский журнал «Циркелькорреспонденц», существующий до сегодняшнего дня.
Самым знаменитым членом ложи в XIX веке стал Кайзер Вильгельм I, так же как и Кайзер Фридрих III.

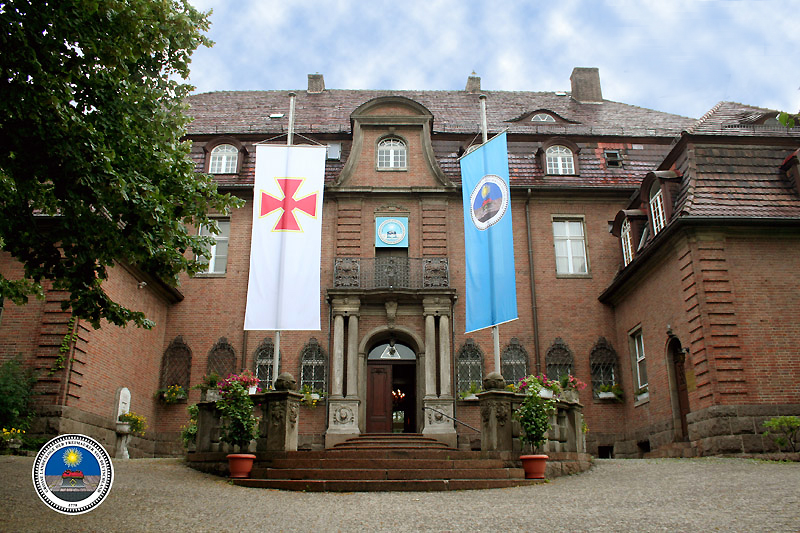
Резиденция ордена в Берлине
Здание Провинциальной ложи Нижней Саксонии в Гамбурге

В 1933 году после согласования с Германом Герингом орден меняет и ритуалы и название, на «Немецко-христианский орден господ тамплиеров». К 10 апреля 1933 года все масонские ложи следуют подобным путём, полностью отказываясь от масонства, переделывая ритуалы на германский лад (вместо легенды о Хираме, сага о Балдуре, вместо Храма Соломона Страсбургский дом, и так далее). Однако все потуги оказались тщетны и весной 1935 года Гитлер отдаёт указание о полном и безоговорочном закрытии всех лож и передачи имущества в собственность рейха. 21 июля 1935 года началась операция по ликвидации масонства.
Непосредственно после окончания второй мировой войны оставшиеся масоны начали подготовку по возобновлению работы Великой земельной ложи, что и увенчалось успехом в 1946 году.
После многолетних попыток, при содействии ОВЛА 27 апреля 1958 года удалось создать доселе невиданную в масонском мире конструкцию, когда 2 великие ложи отказались от части своего суверенитета и объединились в конфедерацию, это были Объединённая великая ложа вольных каменщиков Германии и Великая земельная ложа вольных каменщиков Германии.